# カエデの葉

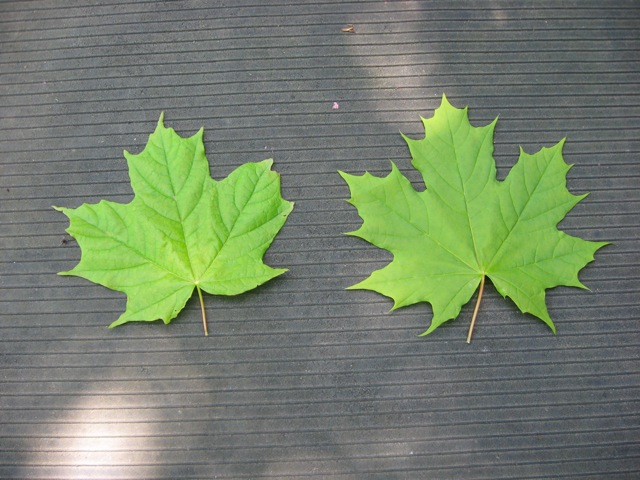
サトウカエデの葉

カエデの葉（カエデのは、英語: Maple leaf）は、カエデの樹の特徴的な葉である。本項目ではカエデの葉の文化的意味合いについて解説する。カエデの木の葉は一般にカナダの象徴とされる。

## カナダにおける歴史
1700年代初頭までにカエデの葉はセントローレンス川沿いのフランス系カナダ人のエンブレムとして利用されていた。そのため、1834年にサン・ジャン・バティスト会はカエデの葉をエンブレムとした。初代モントリオール市長であるジャック・ヴィジェはカエデを「森の王、カナダ人の象徴」と表現した。

女王のカナダにおける個人旗。小枝につながったカエデの葉が一部に表されている。

中心に様式化されたカエデの葉があしらわれたカナダ国旗。

カエデの葉は徐々にカナダの象徴と目されるようになった。1868年にオンタリオ州とケベック州の紋章に、1921年にはカナダの紋章にカエデの葉が刻まれた。歴史的には、黄金色のカエデの葉はオンタリオ州を、緑の葉はケベック州を指す。1867年、アレクサンダー・ミュアが英語話者のカナダ人にとっての代表曲となった愛国歌「メープルリーフ・フォーエバー」を作った。 1876年から1901年まで、カナダのすべての硬貨にカエデの葉が刻まれ、それ以降もペニーコインに残されていた。 第一次世界大戦中のカナダ海外派遣軍のバッジにはカエデの葉がデザインされていた。カエデの葉は1800年代からカナダの連隊のシンボルとして用いられ、ボーア戦争ではカナダ人をピスヘルメットに描かれたカエデの葉で見分けていた。1957年にカナダの国章の葉の色が緑から赤に変わった。

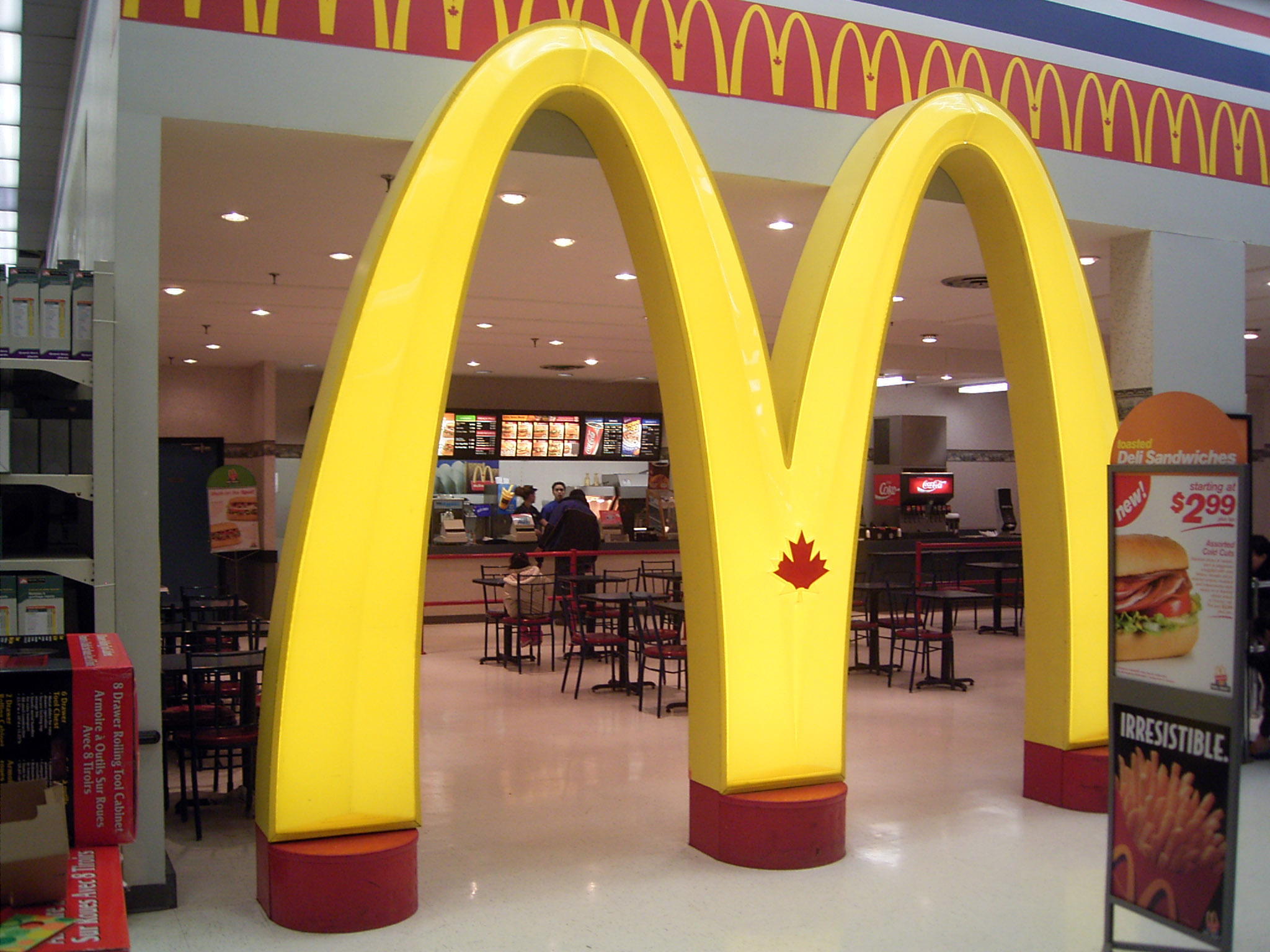
カエデの葉があしらわれたカナダのマクドナルドのロゴ

カエデの葉は1965年カナダ国旗に刻まれた（ジョージ・スタンリーが提案し、国会議員のジョン・マチソンが後援した）。これは極めて様式化された11の裂片を持つ葉で、特定のカエデの種類に拠らないものだった。それらはカナダに固有に生息する10種のカエデの木を表し、少なくとも1種のカエデは各州で生息している。現在カエデの葉はカナダ国旗のほか様々なカナダ系企業（海外企業の子会社や地方のみの中小企業も含む）、スポーツチームのロゴにも使われている。例として、エア・カナダやマクドナルド・カナダ、トロントメープルリーフス、ウィニペグ・ジェッツ、ウェンディーズ・カナダ（アポストロフィーの部分にカエデの葉を使用している）があげられる。 また、連邦政府もウェブサイトで象徴や識別子として、政府のワードマークの一部のように使用している。 1979年から、カナダ造幣局が金、銀、プラチナ、パラジウムコインを発行し、これらは幾何学模様のカエデの葉が刻印されているため、Maple Leafsとして知られている。

## その他

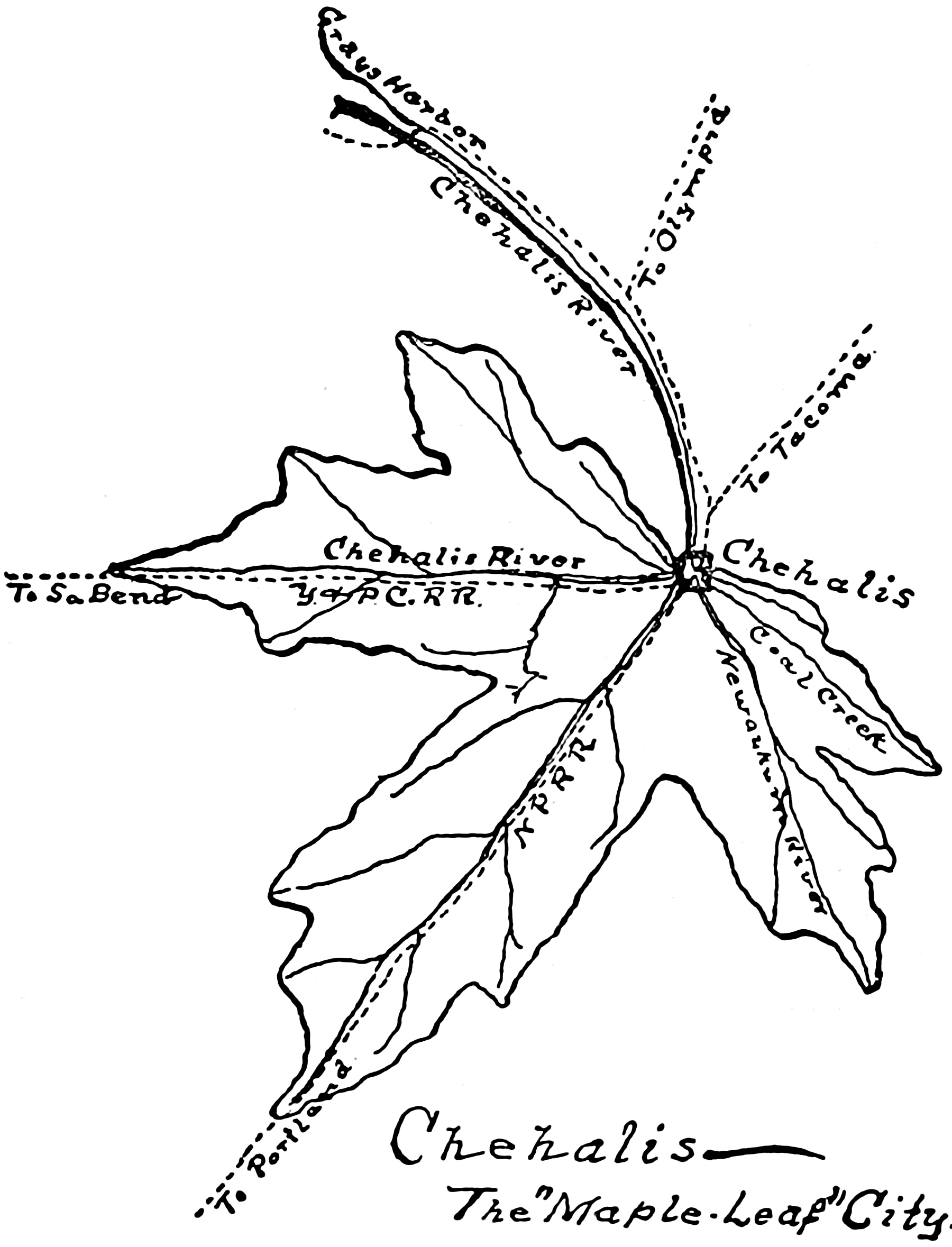
シェヘイリス川の支流とカエデの葉の形に作られた鉄道の地図

カエデの葉とウメの花を図案化した多久市旗

イタリアの都市カンポバッソは「カナダの街」もしくは「カエデの葉の街」として知られている。第二次世界大戦中にカナダ軍がこの街に侵攻しドイツ軍から解放したことに由来する。また、市内には非常に様々なカエデの木が通りなどにある。 
アメリカのミズーリ州にある都市カーセッジには「アメリカのカエデの葉の街」という愛称がある。
ワシントン州のシェヘイリスはカエデの街として知られている。
インディアナ州のゴーシェン大学のマスコットはカエデの葉で、大学のスポーツチームの愛称はthe Maple Leafsである。
エストニアとリトアニアでは初心運転者に緑のカエデの葉のステッカーを車両に付けることを義務付けている。
日本の青森県六戸町の公式キャラクター「メープルくん」はカエデをモチーフにしている。
佐賀県多久市の市旗は、市の木であるカエデの葉と市の花であるウメを組み合わせたデザインとなっている。